# غوالتشوس
بلدية غوالتشوس (بالإسبانية: Gualchos) هي بلدية تقع في مقاطعة غرناطة التابعة لمنطقة أندلوسيا جنوب إسبانيا.

## الديموغرافيا
بلغ عدد سكان بلدية غوالتشوس 4.672 نسمة عام 2011 (وفقاً للمعهد الوطني الإسباني للإحصاء).
| 2.990 | 2.969 | 2.973 | 2.538 | 2.278 | 4.368 | 4.672 |